# 何丙郁
何丙郁（か へいゆう）は、中華圏の科学史家。マレーシアに生まれ、マラヤ大学中文系主任教授となる。ケンブリッジ大学で研究の後、シンガポール大学のリーダー（教授職の下であるが、英国圏では教授職は希少でジョゼフ・ニーダムもこの職にあってキーズ・カレッジ学院長を務めた）となり、物理系に科学史課程を創設した。ケンブリッジ滞在中よりジョゼフ・ニーダムと協力関係にあり、『中国の科学と文明』の著者の一人である。1973年4月にオーストラリア・グリフィス大学教授となる。グリフィス大学名誉教授、ケンブリッジ大学ニーダム研究所所長を務め、台湾・中央研究院院士にも選出された。

## 書籍
- 『海納百川 :科技発源与交流史』
- 『中国科技史概論』(Outline of History of Science and Technology in China)——何冠彪（Ho Kuan-Piao）と共著（1983年）
- 『我与李約瑟』——1985
- 『敦煌残巻占雲気書研究』——何冠彪と共著
- Li, Qi and Shu: An Introduction to Science and Civilization in China(《理、气、数：中国科学和文明概要》)——香港，1985